# Rajamangala Stadium
Das Rajamangala Stadium (Thai: สนามราชมังคลากีฬาสถาน, Aussprache: [sàʔnǎːm râːtt͡ɕʰáʔmaŋkʰáʔlaː kiːlaːsàtǎːn], wörtl.: „Sportstätte Ratchamangkhala-Feld“; engl.: Rajamangala National Stadium) ist mit 49.749 Plätze das größte Fußballstadion in Thailand. Es ist Bestandteil des Hua Mak Sports Complex im Stadtteil Hua Mak, der zum Bezirk Bang Kapi im Osten der Hauptstadt Bangkok gehört.

## Geschichte
Das Multifunktionsstadion wurde für die Asienspiele 1998 erbaut. Es ist nur auf der Haupttribünenseite überdacht. Es verfügt über eine große Videoleinwand und eine Leichtathletikanlage. Im Rajamangala-Stadion fanden neben den Asienspielen 1998, die U-19-Fußball-Weltmeisterschaft der Frauen 2004, die Fußball-Asienmeisterschaft 2007 und die Universiade 2007 statt. Das Stadion wird auch für die Heimspiele der thailändischen Fußballnationalmannschaft genutzt.  
Im Inneren des Stadions befindet sich das Nationale Sportmuseum. Neben vielen anderen Ausstellungsstücken finden sich dort auch Erinnerungsstücke der sportlichen Laufbahn des verstorbenen thailändischen Königs Bhumibol Adulyadej, welcher 1967 die Goldmedaille bei den Südostasienspielen gewann.
Am 10. Dezember 2004 feierte Bakery Music, eine Plattenfirma aus Thailand, ihr 10-jähriges Bestehen. Es war das erste Mal, dass im Rajamangala-Stadion ein Konzert dieser Größenordnung stattfand. Das Konzert dauerte sieben Stunden und es wurden 94 Lieder aufgeführt. 
Das Stadion wurde für die Fußball-Asienmeisterschaft 2007 renoviert und in ein reines Sitzplatzstadion umgewandelt. Es bietet seither bis zu 49.749 Zuschauern Platz.
Bis zum Bau des Rajamangala war das Suphachalasai-Stadion das Nationalstadion Thailands. Aus diesem Grund heißt bis heute auch die Haltestelle der Bangkok Skytrain am Suphachalasai „National Stadium“. Das Rajamangala-Nationalstadion ist weder an das Skytrain noch an das Netz der Bangkok Metro angebunden. Ganz in der Nähe befindet sich die Ramkhamhaeng-Universität und die Assumption Universität (ABAC).
Während der Überschwemmungen in Thailand 2011 wurden obdachlose Menschen im Stadion untergebracht. Das Stadion war einer der vier Spielorte der ASEAN-Fußballmeisterschaft 2012.
Am 15. und 16. Dezember 2012 fand im Rajamangala-Nationalstadion das Race of Champions statt.

## Galerie

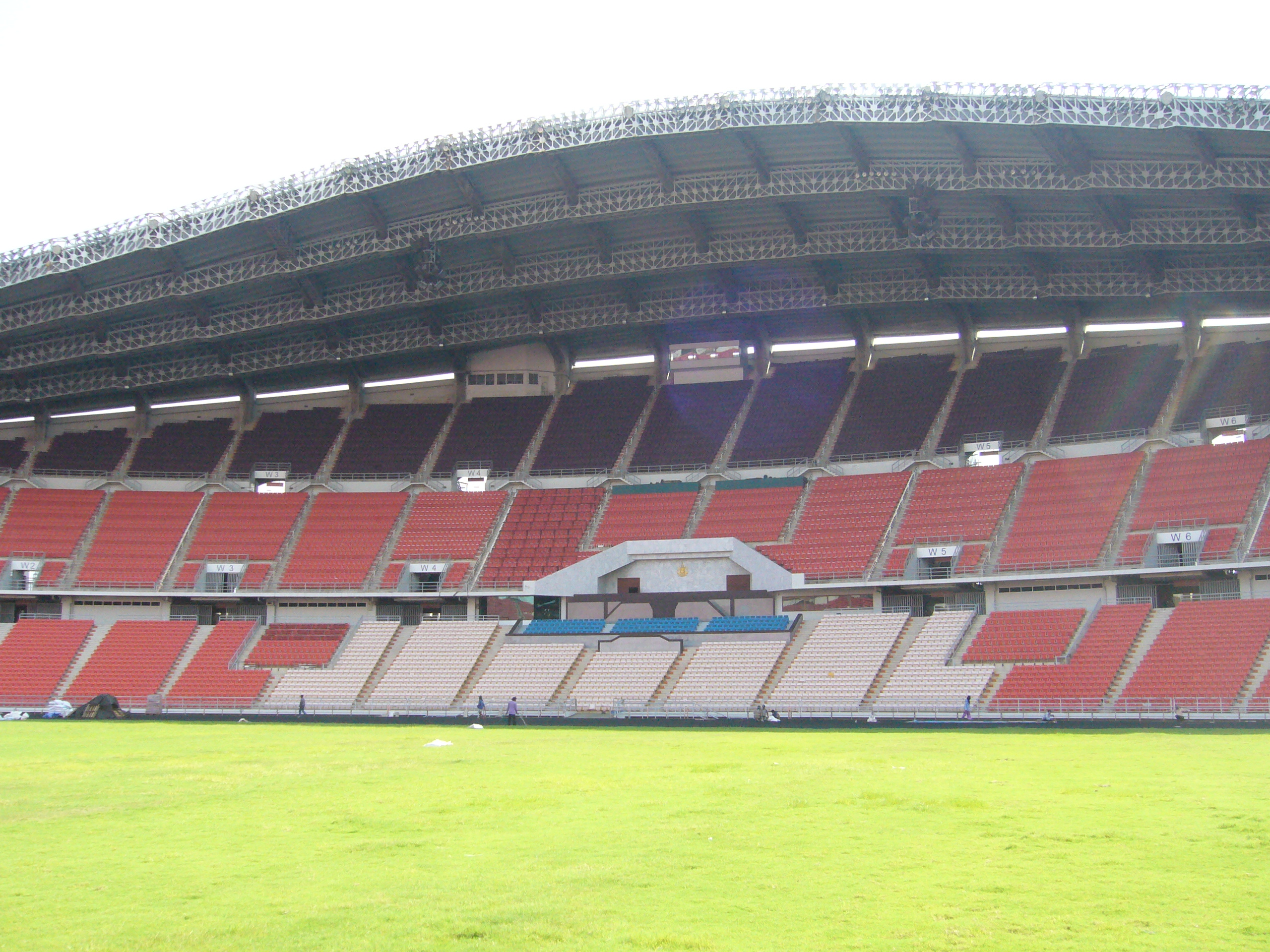
Die überdachte Haupttribüne
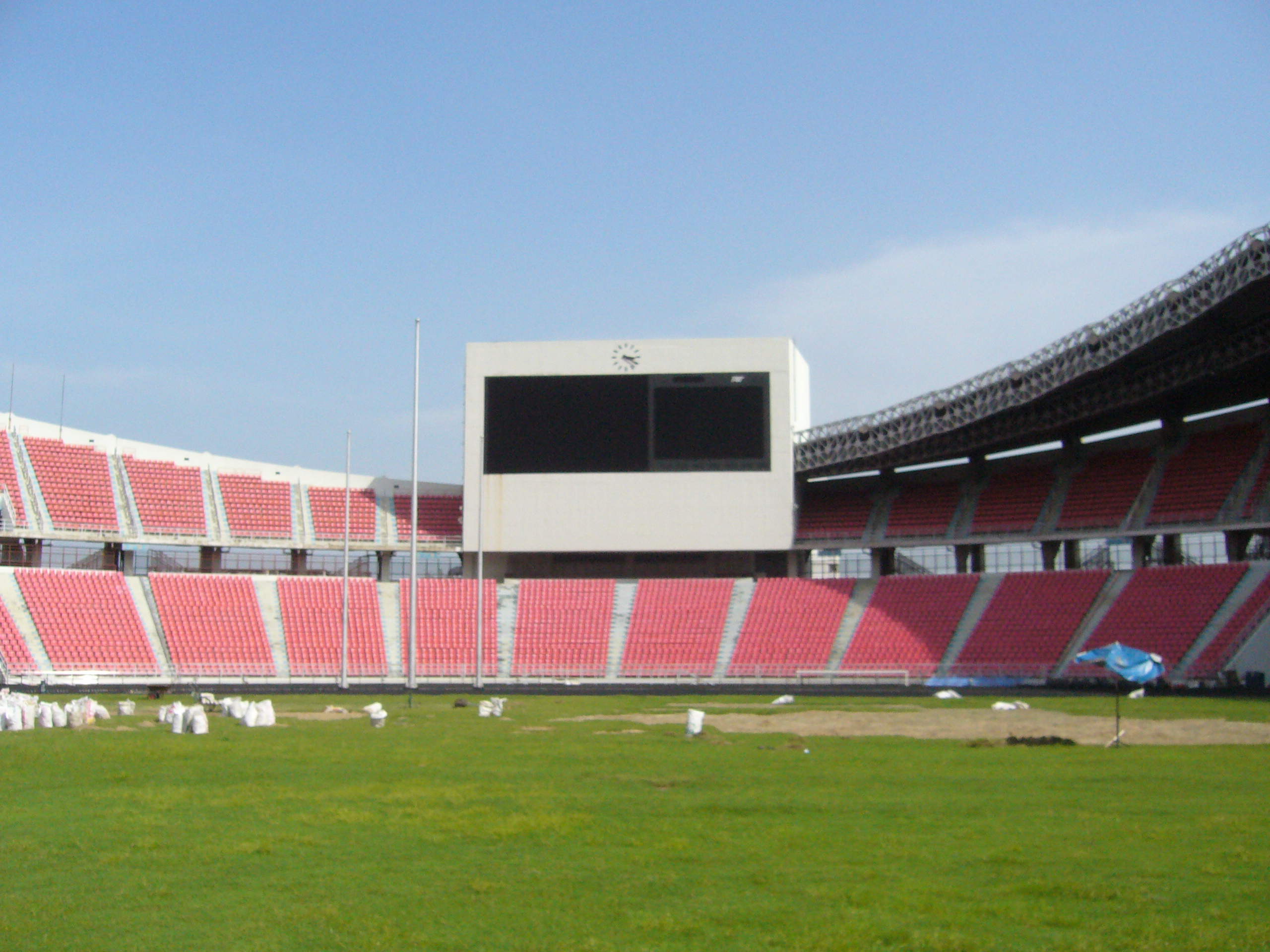
Die große Videoanzeigetafel
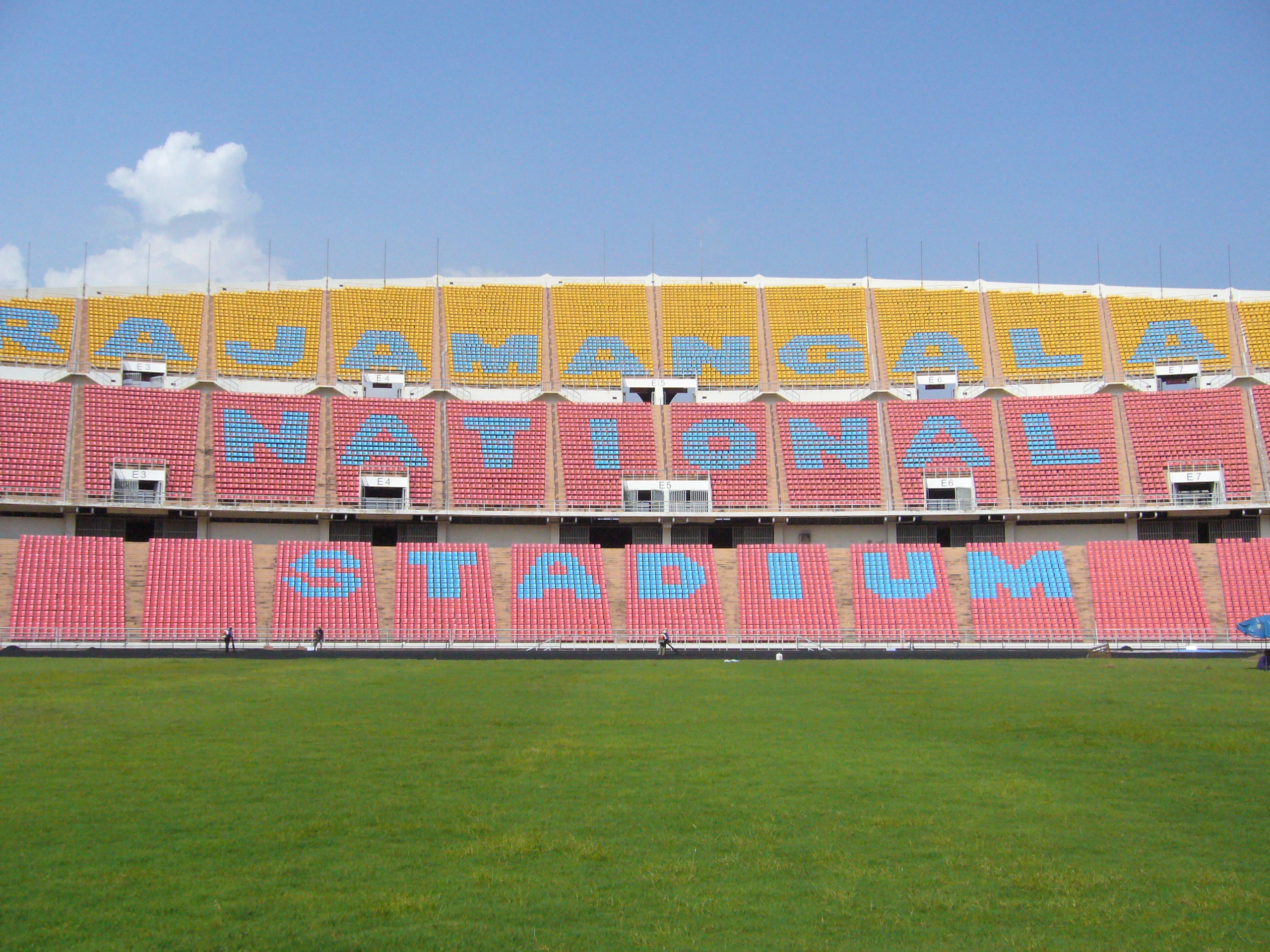
Die Gegentribüne
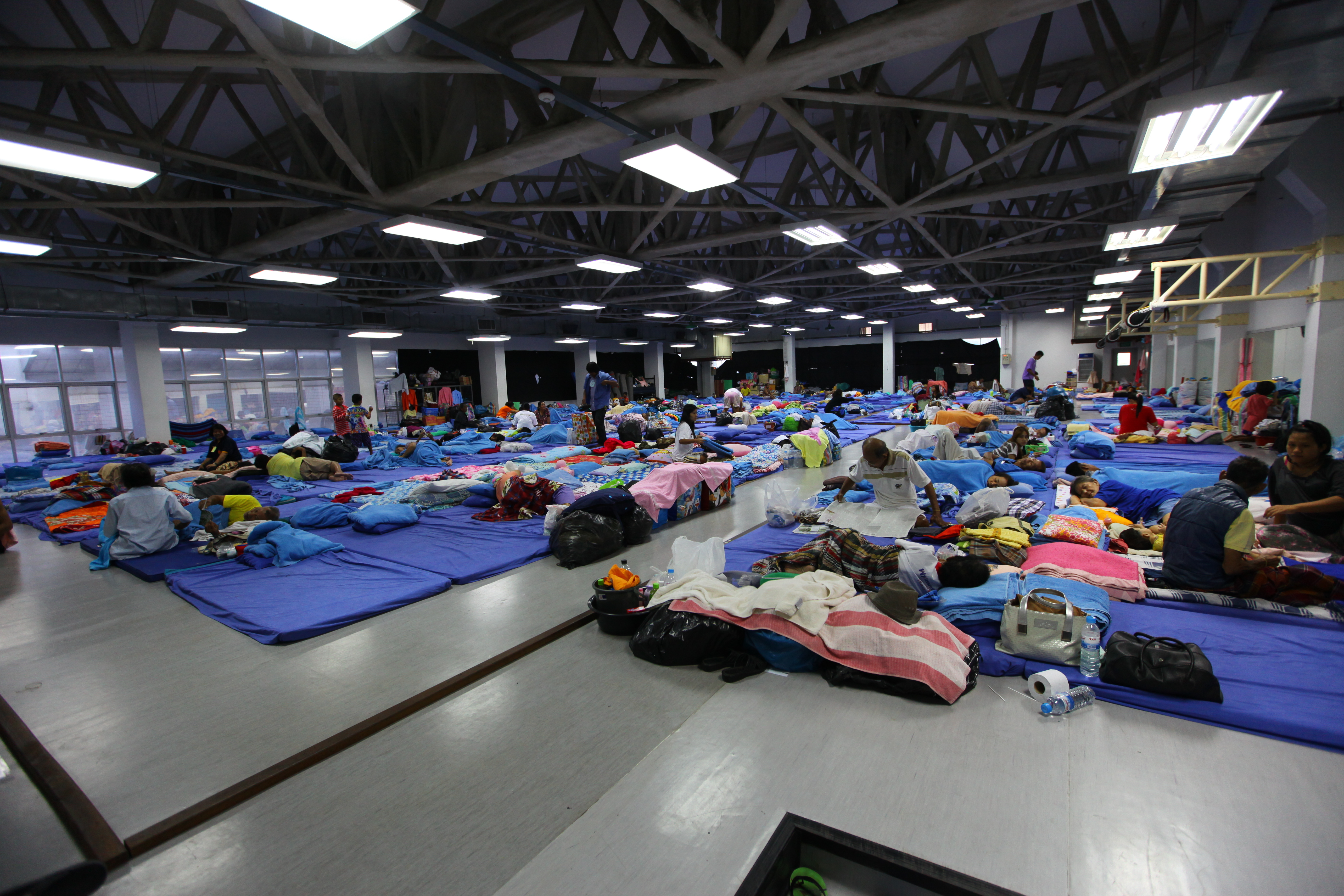
Durch Überschwemmungen im Oktober 2011 obdachlos gewordene Menschen im Nationalstadion

## Nutzer des Stadions
| Verein          | Zeitraum der Nutzung |
| --------------- | -------------------- |
| BBCU FC         | 2012                 |
| Jumpasri United | 2014 bis 2015        |